# Henrique Pereira de Lacerda
Henrique Pereira de Lacerda (? - Cascais, Cascais, 2 de Agosto de 1580) foi um militar português.

## Biografia
Alcaide-Menor do Castelo de Cascais e partidário de D. António de Portugal, Prior do Crato, contra D. Filipe I de Portugal, resistiu à Invasão por parte do Duque de Alba D. Fernando Álvarez de Toledo y Pimentel na Captura de Cascais mas foi forçado a render-se e foi condenado à morte por enforcamento, tendo o seu corpo sido pendurado na Cidadela de Cascais.